# Antonio Pacheco D'Agosti
Antonio Pacheco D'Agosti (Montevideo, 11 d'abril de 1976) és un exfutbolista professional uruguaià, que ocupava la posició de davanter.

## Trajectòria
Destaca al CA Peñarol de la seua ciutat natal, on marca 38 gols en 96 partits. El 2001 marxa al continent europeu, fitxat per l'Inter de Milà. Però, tan sols apareix en un partit amb els neroazzurri, que el cediran al RCD Espanyol, el mateix Peñarol i a l'Albacete Balompié. Precisament fitxaria després pel conjunt manxec, que el tornaria a cedir, ara al Deportivo Alavés.
Després d'una breu estada a l'Argentina, el 2007 retorna al Peñarol, recuperant de nou l'olfacte golejador.

## Internacional
Pacheco va jugar 12 partits amb la selecció de l'Uruguai, marcant-hi 3 gols. Va participar en la Copa Amèrica de 1999, així com a la Copa Confederacions de 1997.